# Sidney Herbert
Sidney Herbert 1. baron Herbert of Lea (16. září 1810, Richmond, Anglie – 2. srpna 1861, Wilton House, Anglie) byl britský státník ze starobylého šlechtického rodu Herbertů. Patřil ke konzervativcům a dlouholetým poslancům Dolní sněmovny, zastával funkce ministra války a kolonií. Během krymské války podporoval aktivity Florence Nightingalové, průkopnice ošetřovatelství.

## Život
Byl nejmladším synem generála a diplomata 11. hraběte z Pembroke, jeho matkou byla ruská šlechtična Kateřina Voroncovová (1779–1856), dcera ruského diplomata Semjona Voroncova. Vynikl jako řečník již za studií v Oxfordu, kde se seznámil s W. Gladstonem, a i když reprezentovali odlišné politické linie, zůstali celoživotními přáteli.

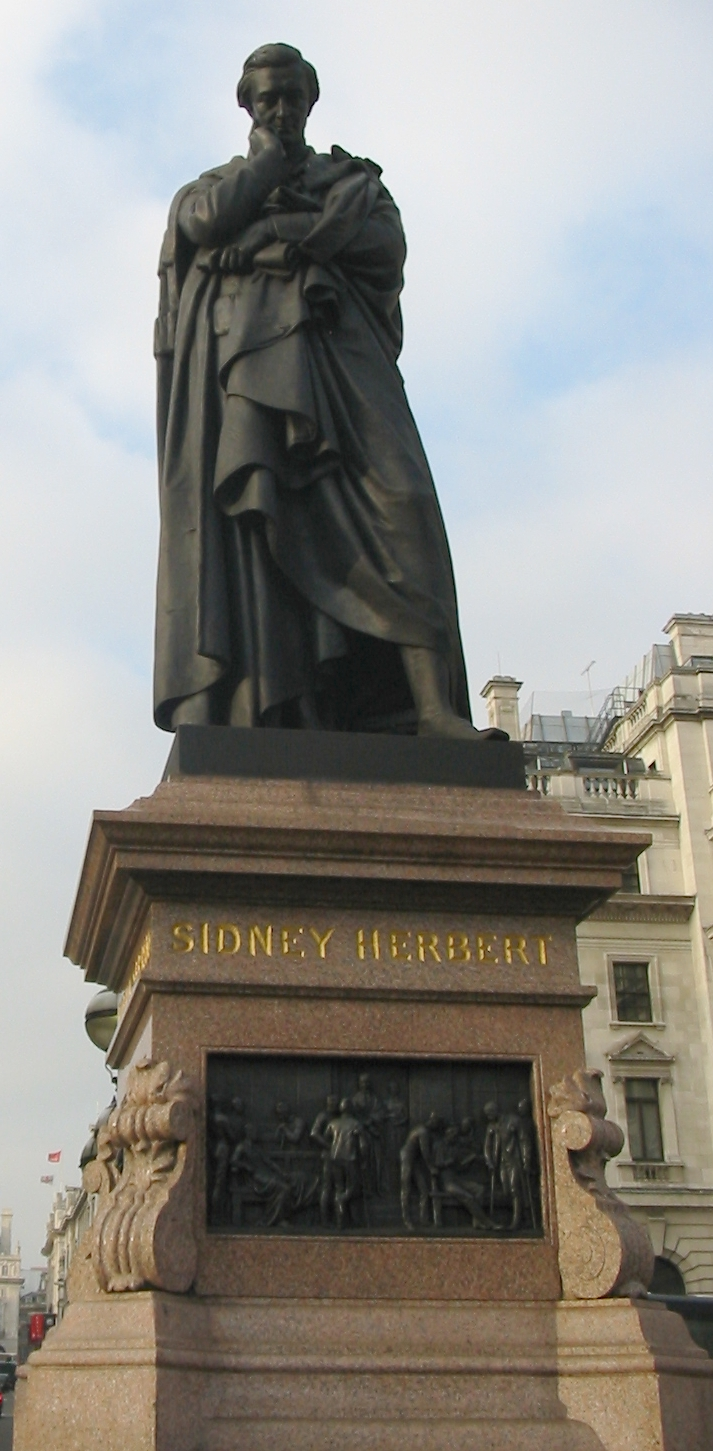
Socha Sidneye Herberta na Regent Street v Londýně

V roce 1832 byl zvolen do Dolní sněmovny, kde bezmála třicet let zastupoval hrabství Wiltshire. Zde měla rodina statky včetně hlavního rodového sídla Wilton House, které Sidney Herbert spravoval namísto staršího nevlastního bratra 12. hraběte z Pembroke, který trvale žil ve Francii. Krátce po vstupu do parlamentu se dostal k nižším vládním postům, nejprve jako tajemník kontrolního úřadu Východoindické společnosti (1835) a první tajemník admirality (1841–1845). V roce 1845 byl jmenován členem Tajné rady a stal se státním podsekretářem války (1845–1846 a 1852–1855). V roce 1855 byl krátce státním sekretářem vnitra a kolonií, svou politickou kariéru zakončil jako státní sekretář váky (1859–1861). Ve svých funkcích byl zodpovědný za britskou účast v krymské válce.
Kvůli vysokému pracovnímu vytížení a špatnému zdravotnímu stavu odstoupil v červenci 1861 z funkce ministra války a s titulem barona Herberta byl povolán do Sněmovny lordů. Zemřel krátce poté následkem Brightovy nemoci.

## Rodina
V roce 1846 se oženil s Elizabeth à Court (1822–1911), neteří státníka a diplomata 1. barona z Heytesbury. Proslula jako filantropka, spisovatelka a překladatelka. Spolu měli celkem 7 dětí. Synové George (1850–1895) a Sidney (1853–1913) zdědili postupně hraběcí titul z Pembroke, nejmladší syn Michael Herbert (1857–1903) byl britským velvyslancem v USA. Nejstarší dítě, dcera Mary Catherine (1849–1935) se provdala za rakouského katolického teologa Friedricha von Hügela; další dcera Constance (1859–1917) se poprvé provdala za 4. hraběte z Lonsdale, po ovdovění se jejím druhým manželem stal 2. markýz z Riponu.